# Adriano Colocci
Adriano Colocci (Jesi, 7 settembre 1855 – Roma, 30 marzo 1941) è stato un politico, fotografo e giornalista italiano.

## Biografia
Adriano Colocci nasce a Jesi il 7 settembre 1855, figlio del marchese Antonio e di Enrichetta Vespucci, discendente del celebre navigatore Amerigo. Trascorre i primi anni della sua vita a Firenze, come riporta in un quaderno intitolato Ricordi di vita vissuta: all'alba della mia vita (1855-1870) (manoscritto dell'Archivio Colocci). Tornato a Jesi, frequenta le scuole pubbliche prima di iscriversi alle facoltà giuridiche di Napoli, Roma e Pisa. Fin dal 1874 alterna l'impegno politico alla polemica giornalistica, scontrandosi con i mazziniani e difendendo le prospettive democratiche della "monarchia dei plebisciti".
Nel 1878 si laurea in giurisprudenza a Pisa, mentre l'anno successivo consegue l'abilitazione alla carriera diplomatico-consolare a Roma, entrando in stretti contatti con Berti, Mamiani, Macchi, Costa e Mario.
Nel 1880 dirige per un breve periodo il Corriere delle Marche ma la sua condotta si connota per una certa vivacità che lo porta a provocare frizioni e risentimenti con diversi ambienti, tra cui quello ecclesiale. Svanita la possibilità di ottenere una cattedra all'Università di Macerata, Adriano Colocci prende "la decisione di uscire dal marasma della vita snervante della provincia per gettar[si] a capofitto nella prima avventura simpatica che [gli] capita davanti".
Nel 1885 si trova nei Balcani (forse con il consenso del Ministero degli Esteri), dove stava per riproporsi una grave crisi della Questione d'Oriente che sarebbe poi sfociata nel conflitto tra Serbia e Bulgaria. Segue le vicende politiche e militari della parte bulgara, come aiutante di Alessandro di Battemberg, fornendo poi una dettagliata cronaca delle operazioni; durante questo periodo entra per la prima volta in contatto con un gruppo di zingari, di cui, in seguitò, scriverà una dettagliata cronaca nell'opera "Gli Zingari. Storia di un popolo errante".
Una volta rientrato in Italia, riesce a entrare nel seguito del principe di Napoli (il futuro Vittorio Emanuele III) e a prendere parte al viaggio che questi stava per compiere nel Vicino Oriente, con il ruolo di "istoriografo"; abbandona ben presto il seguito reale per seguire più da vicino l'evolversi della situazione della spedizione Salimbeni. Nonostante l'esito negativo dell'iniziativa pacifica nel Corno d'Africa, partecipa alle successive operazioni militari con il grado di capitano, prestando servizio anche per le truppe coloniali britanniche (autorizzato).
Nel 1888, dopo un viaggio giornalistico nel Magreb come inviato per La Tribuna, parte alla volta dell'America, dove visiterà Brasile, Uruguay, Paraguay e Argentina nella molteplice veste di rappresentante delle Camere di Commercio marchigiane, di esploratore e inviato di giornali, nonché di osservatore dell'ambiente degli emigrati italiani.
Rientra in Italia nel 1892 e, alla fine della XVII legislatura, viene eletto deputato al parlamento per il collegio di Ancona, come candidato dei democratici. Durante il breve periodo del suo mandato, dirige il giornale romano La Capitale e fa parte di alcune associazioni popolari, ma non riesce a stabilire relazioni serene con gli ambienti in cui milita.
Temendo l'arresto a causa di insinuazioni e attacchi durante l'epoca degli scandali bancari, Adriano Colocci lascia l'Italia soggiornando in Belgio e Olanda, dove stabilisce buone amicizie e conoscenze che lo porteranno a diventare rappresentante di un sindacato di banchieri olandesi con interessi in Sicilia, dove risiederà e e diventa presidente della Società siciliana dei lavori pubblici e direttore generale delle Ferrovie circumetnee (1901-1908).
In quegli stessi anni scrive l'Origine des Bohémiens, che lo lancia come esperto di tziganologia e lo fa diventare un personaggio di primo piano tra gli antropologi, una posizione successivamente confermata nei congressi di antropologia di Parigi (del 1903), di geografia del 1904 (Ginevra), di etnologia del 1911 (Roma), attestanti la sua conoscenza specifica del problema degli zingari.
Alla vigilia della prima guerra mondiale il Colocci è incerto sull'atteggiamento da assumere perché, se da un lato è attratto dall'efficienza della Germania, dall'altro considera l'Austria una "tradizionale nemica", mentre nell'Inghilterra vede soltanto "egoismo".
Nel luglio 1915 riceve la lettera di chiamata e parte per Udine con il grado di colonnello degli alpini. Dopo un periodo nelle retrovie, il comando supremo lo invia in Grecia, con il compito di individuare le possibili zone da salvaguardare all'influenza italiana intorno a Valona, nell'ipotesi di un'avanzata greca nell'Epiro e in Albania. Anche questa volta le cose non andarono a buon fine perché aveva posizioni che non coincidevano con quelle del ministro de Bosdari, che rappresentava l'Italia ad Atene. Con l'accusa di "antipatriottismo" viene collocato in congedo e sottoposto a inchiesta per "disfattismo", venendo però prosciolto con formula piena nel marzo 1918.
Il 4 novembre 1918 viene nominato membro del Commissariato di lingua e cultura italiana per l'Alto Adige, dove incontra resistenze diffuse in tutto il territorio.
Gli anni del dopoguerra lo trovano alle prese con un dissesto finanziario importante causato da errate speculazioni, ma la passione politica rimane forte e continua a occuparsi dettagliatamente degli eventi quotidiani della vita politica in Europa e in Italia. È affascinato dalle imprese di Gabriele D'Annunzio, di cui registra, nel suo Diario, le imprese del "poeta-soldato", di cui ammira l'opera.
Con l'avvento del fascismo, Adriano Colocci mantiene un atteggiamento duplice nei suoi confronti: mentre ne approva l'interesse per le organizzazioni giovanili, l'infanzia, la maternità, la politica demografica, ne respinge la violenza. Nel 1929 si adira per la creazione della "nobiltà fascista" e per la stipula dei Patti Lateranensi. Ha una leggera ripresa di simpatia per il fascismo con la campagna d'Etiopia, ma, nel 1939, non vede di buon occhio la politica germanofila dell'Italia e l'imminente invasione della Polonia da parte dell'esercito di Hitler.
Trascorre gli ultimi anni della sua vita riordinando memorie e pubblicazioni, ricopiando e aggiustando i diari, occupandosi di araldica e svolgendo ricerche sugli Attoni, gens longobarda da cui deriverebbero i Colocci.
Muore a Roma il 30 marzo 1941.

## Opere
- Adriano Colocci, Gli zingari: storia d'un popolo errante, Torino, Loescher, 1889..